# خوش‌آیین سفیدمیوه
خوش‌آیین سفیدمیوه (نام علمی: Euthemis leucocarpa) نام یک گونه از سرده خوش‌آیین‌ها است.